# Taufbecken (Chermignac)

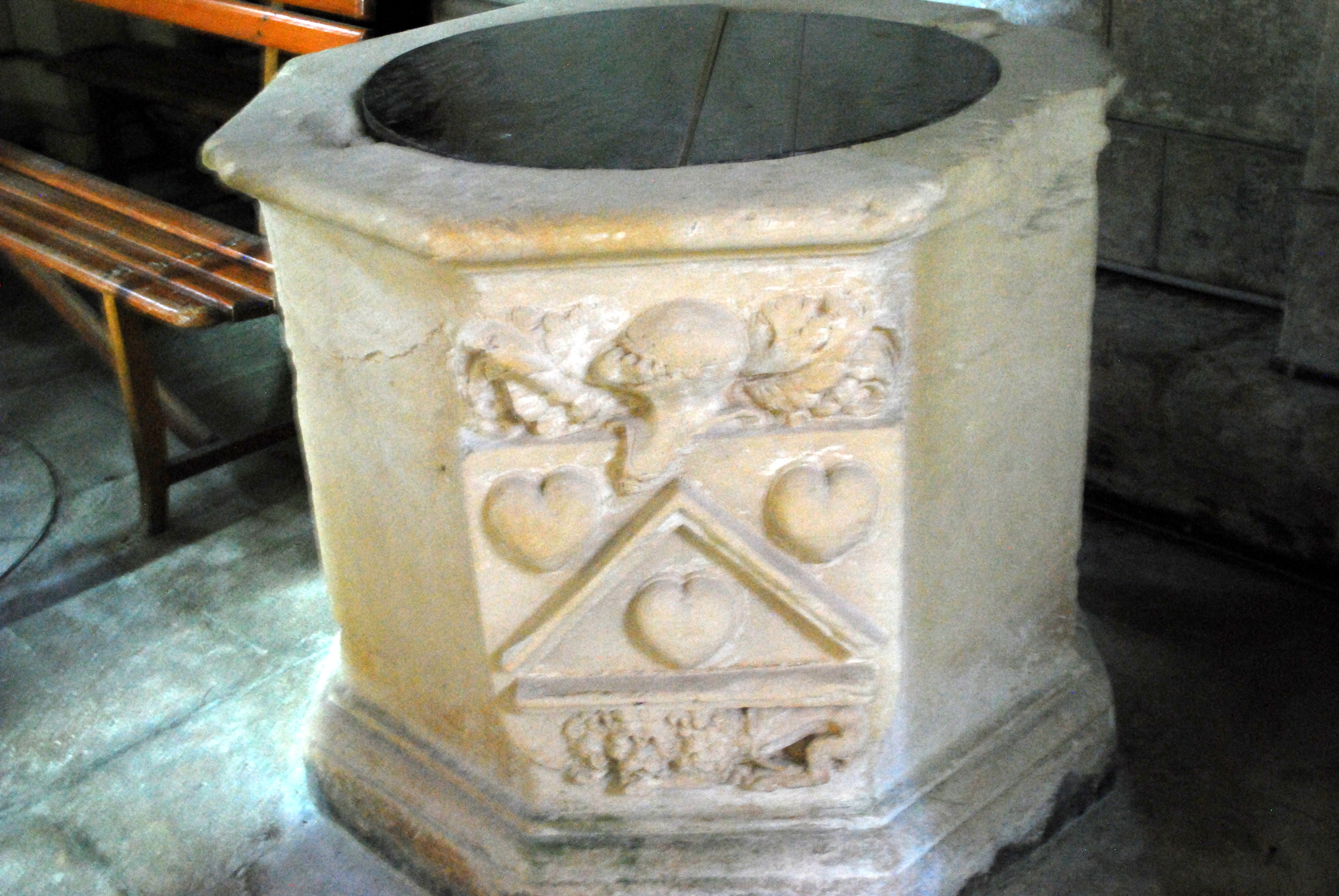
Taufbecken in Chermignac

Das Taufbecken in der Kirche St-Quentin in Chermignac, einer französischen Gemeinde im Département Charente-Maritime der Region Nouvelle-Aquitaine, wurde im 17. Jahrhundert geschaffen. Das Taufbecken aus Stein ist seit 1982 als Monument historique in die Liste der geschützten Objekte (Base Palissy) in Frankreich aufgenommen.
Das Taufbecken besteht aus einem polygonalen Block und wird von einem einfachen Holzdeckel abgedeckt. An einer Seite ist das Wappen der Familie Goy mit drei Herzen als Relief dargestellt. Darüber ist der Helm eines Ritters zu sehen. Möglicherweise hat die Familie Goy das Taufbecken gestiftet.